# TV Dajto
TV Dajto je soukromá slovenská televizní stanice zaměřená na filmy a komedie.
Sídlí v bratislavské městské části Záhorská Bystrica a její vysílání začalo 20. srpna 2012. TV Dajto je členem skupiny CME a vysílá 24 hodin denně. Televize nabízí filmy, seriály a relace převážně pro mužské publikum.

## Seriály
- Agent bez minulosti (XIII: The Series)
- Alf (ALF)
- Crazy TV (Crazy TV Pranks)
- Doba přílivu (High Tide)
- Dva a půl chlapa (Two and a Half Men)
- Hranice nemožného (Fringe)
- Jake a Tlusťoch (Jake and the Fatman)
- Kobra 11 (Alarm für Cobra 11 – Die Autobahnpolizei)
- Kurz sebeovládání (Anger Management)
- M*A*S*H
- Námořní vyšetřovací služba L. A. (NCIS: Los Angeles)
- Parťáci (Men at Work)
- Perníkový táta (Breaking Bad)
- Smallville (Smallville)
- Strážce pořádku (Justified)
- V.I.P. (V.I.P.)
- Walker, Texas Ranger (Walker, Texas Ranger)
- Zítřejší noviny (Early Edition)
- Pod kupolí (Under the dome)

## Animované seriály
- Želvy Ninja (Teenage Mutant Ninja Turtles)
- Tom a Jerry (Tom a Jerry)
- Tučňáci z Madagaskaru (Penguins of Madagascar)